# غريغ فيرغوس
غريغ فيرغوس هو سياسي كندي، ولد في 31 مايو 1969 في مونتريال في كندا. حزبياً، نشط في الحزب الليبرالي الكندي. في الانتخابات الفيدرالية الكندية 2015، انتخب عضو مجلس العموم الكندي عن دائرة Hull—Aylmer ‏ وقد انضم خلال فترته النيابية ‏ (19 أكتوبر 2015 – )  للكتلة البرلمانية الحزب الليبرالي الكندي.

## وصلات خارجية
- الموقع الرسمي